# غرومان إكس إف 5 إكس سكاي روكيت
غرومان إكس إف 5 إكس سكاي روكيت (بالإنجليزية: Grumman XF5F Skyrocket)‏ هي طائرة مقاتلة بمحركين أنتجت في الولايات المتحدة. من صناعة غرومان. كان أول طيران لها في 1 أبريل 1940. انتهت خدمتها في 11 ديسمبر 1944.